# JWH-073
JWH-073 – organiczny związek chemiczny, syntetyczny kanabinoid otrzymany przez Johna W. Huffmana (stąd akronim JWH). W Polsce od 2010 roku jest w grupie I-N Ustawy o przeciwdziałaniu narkomanii.